# Kołowy Wóz Dowodzenia „Rosomak WD”
Kołowy Wóz Dowodzenia „Rosomak WD”– polski kołowy transporter opancerzony na podwoziu KTO Rosomak, produkowany przez Rosomak S.A., Wojskowe Zakłady Łączności Nr 2 i WB Electronics. Prototyp został zaprezentowany w 2017 podczas Międzynarodowego Salonu Przemysłu Obronnego w Kielcach. Otrzymał wyróżnienie specjalne Ministra Obrony Narodowej.

## Historia
W wyniku realizacji umowy zawartej 9 marca 2018 przez Inspektorat Uzbrojenia ze spółką Rosomak na dostawę siedmiu wozów, pojazdy zostały wyprodukowane w sześć miesięcy. Podwykonawcą systemów teleinformatycznych zamontowanych i zintegrowanych w pojeździe była spółka WB Electronics. 
2 października 2018 w siedzibie Dowództwa Wielonarodowej Dywizji Północny-Wschód  w Elblągu miała miejsce uroczystość z udziałem Ministra Obrony Narodowej, podczas której przekazano pierwsze siedem pojazdów dla Pułku Wsparcia Dowodzenia. Dwa wozy pokazano publicznie 15 sierpnia 2019, podczas defilady wojskowej z okazji obchodów Święta Wojska Polskiego.
3 września 2020 roku kolejne dwa wozy zamówiono dla 18 batalionu dowodzenia z 18 Dywizji Zmechanizowanej w Siedlcach. Zostały przekazane odbiorcy 2 lipca 2020.
21 grudnia 2020 Inspektorat Uzbrojenia i spółka Rosomak podpisały umowę na dostawę kolejnej partii ośmiu wozów dowodzenia, do 16 Dywizji Zmechanizowanej z przeznaczeniem dla 9 batalionu dowodzenia w Olsztynie.
Łącznie w Wojsku Polskim jest eksploatowanych siedemnaście Rosomaków WD. Zgodnie z deklaracjami Ministerstwa Obrony Narodowej, kolejne wozy dowodzenia były planowane do pozyskania od 2023 roku, następne wozy dowodzenia dostosowane mają być do współpracy z  czołgami M1 Abrams.

## Konstrukcja i wyposażenie
Wóz został skonstruowany na zmodernizowanym podwyższonym podwoziu Rosomaka w wersji sanitarnej, zapewniającym wyższy komfort pracy. Według dostępnych i nieutajnionych informacji, pojazd wyposażono w nowy zmodyfikowany strop, siedem anten i nową klimatyzację. Modernizacja nie miała wpływu na trakcję podwozia bazowego. Pojazd zapewnia oficerom sztabowym możliwość kierowania podległymi jednostkami zarówno podczas postoju, jak i w ruchu. Umożliwia prowadzenie utajnionej cyfrowej radiowej korespondencji fonicznej, oraz transmisji danych z wykorzystaniem sprzętu z ochroną transmitowanego sygnału do klauzuli Zastrzeżone i NATO Secret włącznie. Jest zabezpieczony przed emisją elektromagnetyczną i podsłuchem.
Wyposażony w radiostacje HF i VHF/UHF firmy L3Harris Technologies wraz z osprzętem towarzyszącym, współpracujące z zespołem anten, zapewniających zasięg łączności od kilkunastu kilometrów (w ruchu) do kilkudziesięciu na postoju i kilkuset kilometrów na radiostacji HF. Dla zakresu VHF/UHF osiągane maksymalne zasięgi łączności są możliwe do uzyskania przy wykorzystaniu anteny na rozsuwanym teleskopowo maszcie o wysokości 15 m ponad poziom gruntu. Poszczególne stanowiska operatorskie są połączone siecią teleinformatyczną i wyposażone w sprzęt przetwarzania danych niejawnych. Zastosowane rozwiązania konstrukcyjne pozwalają na dołączenie wozów dowodzenia do systemu teleinformatycznego Polish Mission Network 2.0. Szczegółowe informacje dotyczące wyposażenia pojazdów pozostają niejawne.
Zastosowano w nim m.in. fotele wyposażone w czteropunktowe pasy bezpieczeństwa, ze względu na wygodę i bezpieczeństwo załogi oraz osób funkcyjnych, system przeciwpożarowy i przeciwwybuchowy, dodatkowy system ogrzewania i klimatyzacji. Załogę pojazdu stanowi 3 żołnierzy, we wnętrzu znajdują się 4 stanowiska pracy.

## Maskowanie
Pojazdy zostały wyposażone w system mobilnego wielozakresowego pokrycia maskującego Berberys-S Grupy Lubawa, który jest produkowany przez spółkę Miranda. Zapewnia on wielozakresową ochronę, imitując teksturę naturalnego środowiska. Specjalny wzór komponuje się z naturalnym otoczeniem i zapewnia skuteczną ochronę przed optycznymi systemami rozpoznania. Tryb kamuflażu NIR posiada  właściwości reemisjne, naśladujące otoczenie naturalne dając ochronę przed urządzeniami noktowizyjnymi, TIR zapewnia redukcję promieniowania termalnego do 85%, a RADAR dwukierunkowe tłumienie odbicia wiązki radarowej do poziomu 20 db.
Pojazd ma masę 26 ton, długość 8,4 m, szerokość 2,8 m i wysokość 3,2 m.